# Mitchy Asai

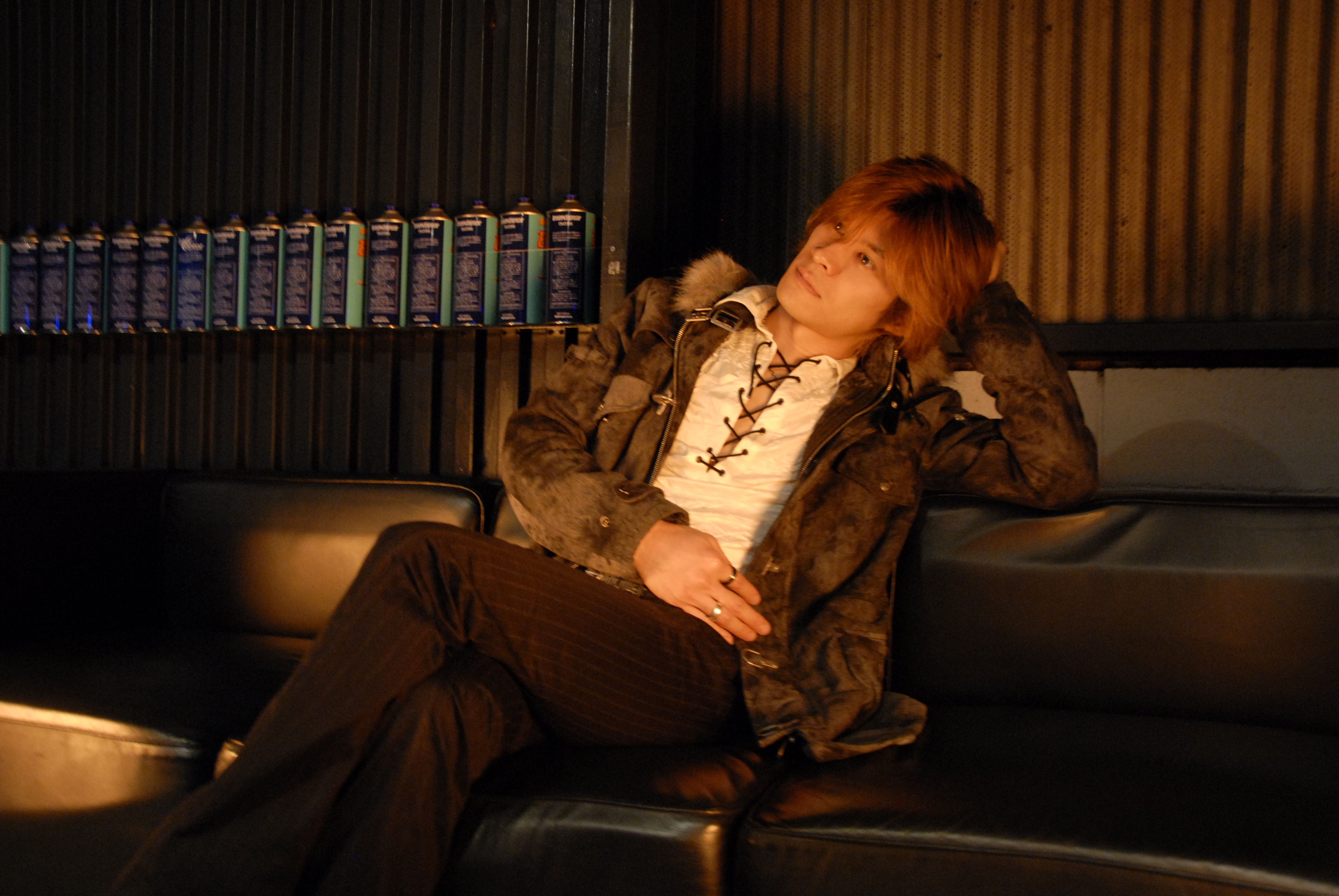

Mitchy Asai （みっちーあさい、本名：浅井道浩）は、音楽プロデューサー、作曲家、DJ、キーボーディスト、国際ラリードライバー。

## 人物

### 音楽活動
YAMAHAを初めとするコンテストを多数受賞。
音楽歴として、2006年にavex traxより『Chocolate～君とチョコチョコ～』をリミックス提供。俳優の哀川翔、元F1ドライバーの片山右京、ダカールラリーチャンピオン篠塚建次郎、元GPライダー青木拓磨らが参加する国際自動車レース『アジアクロスカントリーラリー』大会オフィシャルテーマソングを担当（2007年 - 2009年、2012年 - 2019年）。音楽グループ・teamAMPlifierの一員として、テレビ等、メディアに多数楽曲露出している。
2010年、二胡奏者の温金龍、三味線奏者の亀谷英明、作曲編曲を担当する浅井道浩でのユニットとして、「二胡三味」を発売。温金龍は坂本龍一、西崎崇子ともコラボを行なうなど、世界的に活動。
2017年より、ギタリスト・葛城哲哉に師事。
2020年度より大阪音楽大学短期大学部・作曲デザインコース講師を務める。
2022年11月、WRCラリージャパン2022・豊田スタジアムステージ演奏。

### レーシングドライバー活動
2008年､FIA国際ラリー『アジアクロスカントリーラリー』参戦。ガソリンクラス優勝/日本人クラス優勝（三菱・パジェロ）を果たし、TV・雑誌に多数掲載。
2012年、4年ぶりに同ラリー参戦（三菱・パジェロ）ガソリンクラス2位。SHOW AIKAWA WORLD RALLY TEAMの哀川翔・寺田昌弘らと共に、優勝を懸け、激しいバトルを繰り広げた。
2013年、1年ぶりに同ラリー参戦（いすゞ・D-MAX）。SHOW AIKAWA WORLD RALLY TEAMのヒロミらとラリー中に遭難する。
2015年、2年ぶりに同ラリー参戦（三菱・パジェロエボリューション）ガソリンクラス4位。ダカール・ラリーチャンピオン篠塚建次郎、BAJA1000チャンピオン塙郁夫らと、ガソリンクラスで争う。
2020年、ラリー・モンテカルロ・ヒストリックに於いて、東京大学・ホンダテクニカルカレッジ関東合同チームのサポートカードライバー&メカニック担当。
2023年3月、全日本ラリー選手権新城ラリー2023/クラス優勝（コ・ドラとして）。

## 主な楽曲提供
- CD
  - 『Chocolate～君とチョコチョコ～』（2006年6月14日avex trax）
  - 桜井零士
    - 『TIMELESS』9曲目「Irritation!」（2009年4月29日BIG TREE RECORD）
    - 『AWAKE』8曲目「Silver Moon」（2009年12月30日BIG TREE RECORD）

  - V.A.『ELECTRONICS #02』5曲目「Are U Ready!? Go!!」（2009年7月1日BIG TREE RECORD）
  - 90's J-COVERS2『もっと強く抱きしめたならRemix』（2010年4月21日ポニーキャニオン）
  - 萌えJ-POP『Get Along Together - 愛を贈りたいからｰ Remix』（2010年8月18日ポニーキャニオン）
  - アニメトランスBEST 11『RING MY BELL』（2010年11月17日ポニーキャニオン）
- 格闘技イベント
  - 『POWER GATE』バトルサウンド
  - 『SPEED』トータルサウンドプロデュース（2007年CD発売）
- DVD
  - 『SINGHA アジアクロスカントリーラリー2007』（2008年1月12日発売）
  - 『SINGHA アジアクロスカントリーラリー2008』（2009年1月26日発売）
  - 『サンクロレラ・アジアクロスカントリーラリー2019』（2020年2月22日発売）
    - メインテーマソングはglobeマーク・パンサー&マディ・パンサー親子とのコラボレーション
- ミュージカル
  - 『RSミュージカル』 サウンドプロデュース（2011年 - 元DEEN/TEARSの中居辰磨も楽曲提供）
- CM
  - au沖縄『はぴらきなう』（出演/田﨑アヤカ・ZUKAN）
- Apple iPad/iPhone/iPod touch用アプリ KONAMI
  - jubeat plus [ELECTRONICS pack]楽曲提供（2012年8月～）
  - REFLEC BEAT plus [ELECTRONICS pack]楽曲提供（2014年11月～）
- NHK『NHK大阪児童劇団』サウンドプロデュース（2014年 - 元DEEN/TEARSの中居辰磨も楽曲提供）
- 京都市少年合唱団　楽曲提供（2014年 - ）
- 篠塚建次郎2019アフリカエコレース参戦ダイジェストDVD サウンドプロデュース（非売品）

## 企業用PV
- 横浜ゴム
- フェデラル・コーポレーション
- ベッセル ナビゲーター役としてPV出演
- 中央自動車大学校
- 古河電池

## ディスコグラフィー

### CD
- SPEED07（2007年）
- 二胡三味（Erhu & Shamisen）（温金龍、亀谷英明、浅井道浩）（2010年）

## 出演

### テレビ
- TBS『チェンマイへの道～アジアンラリー2500km～』
- サンテレビジョン『Like a Wind』
- China Television中國電視公司/台湾
  - 『綜藝大哥大』
  - news『MAXXIS太魯閣INTERNATIONAL HILL CLIMB2014(第三屆瑪吉斯太魯閣國際登山挑戰賽)』
- TwellV『FEDERAL FLEX アジアクロスカントリーラリー2013 ～アジア友好の懸け橋～』（共演：哀川翔、ヒロミ他）
- 関西テレビ『ヨルスパ!　ウラ♥メン ～こんな僕でもいいですか?～【美男美女が山村で秘密の合コン】』（共演：さとう珠緒、小林恵美、あやまん監督、神室舞衣他）
- 朝日放送 ナイトinナイト火曜日・『雨上がりの「Aさんの話」〜事情通に聞きました!〜』 （共演：雨上がり決死隊、ケンドーコバヤシ、海原やすよ ともこ、モンスターエンジン他）

### YouTube
- YouTube建次郎チャンネル/MC(ラリードライバー篠塚建次郎のYouTube番組)